# Élections municipales de 2014 dans le Calvados
Les élections municipales dans le Calvados se sont déroulées les 23 et 30 mars 2014.

## Maires sortants et maires élus
Le scrutin est marqué par quelques changements notoires. Caen, la préfecture du département gagnée par le PS au scrutin précédent, est reprise par la droite. La gauche perd du terrain en cédant Ifs, Ouistreham et Saint-Pierre-sur-Dives. Elle enregistre cependant des succès à Troarn, Verson et Vire. La droite reste ainsi majoritaire dans le département. L'UDI se maintient à Bayeux, Deauville tandis que le MoDem conserve Hérouville-Saint-Clair.
| Commune                | Population | Maire sortant            | Parti | Parti | Maire élu                | Parti | Parti |
| ---------------------- | ---------- | ------------------------ | ----- | ----- | ------------------------ | ----- | ----- |
| Argences               | 3 564      | Dominique Delivet        |       | DVG   | Dominique Delivet        |       | DVG   |
| Aunay-sur-Odon         | 3 158      | Pierre Lefèvre           |       | DVD   | Pierre Lefèvre           |       | DVD   |
| Bayeux                 | 13 511     | Patrick Gomont           |       | UDI   | Patrick Gomont           |       | UDI   |
| Blainville-sur-Orne    | 5 676      | Daniel Françoise         |       | PS    | Daniel Françoise         |       | PS    |
| Bretteville-sur-Odon   | 3 855      | Pierre Estrade           |       | DVD   | Patrick Lecaplain        |       | DVD   |
| Cabourg                | 3 800      | Jean-Paul Henriet        |       | UMP   | Tristan Duval            |       | DVD   |
| Caen                   | 108 793    | Philippe Duron           |       | PS    | Joël Bruneau             |       | UMP   |
| Colombelles            | 5 442      | Colin Sueur              |       | PS    | Marc Pottier             |       | PS    |
| Condé-sur-Noireau      | 5 315      | Pascal Allizard          |       | UMP   | Pascal Allizard          |       | UMP   |
| Cormelles-le-Royal     | 4 754      | Bernard Oblin            |       | DVD   | Jean-Marie Guillemin     |       | DVD   |
| Courseulles-sur-Mer    | 4 179      | Frédéric Pouille         |       | UMP   | Frédéric Pouille         |       | UMP   |
| Deauville              | 3 816      | Philippe Augier          |       | UDI   | Philippe Augier          |       | UDI   |
| Démouville             | 3 313      | Cyrille Laville          |       | PS    | Marine Françoise-Auffret |       | PS    |
| Dives-sur-Mer          | 5 940      | Pierre Mouraret          |       | PCF   | Pierre Mouraret          |       | PCF   |
| Douvres-la-Délivrande  | 5 014      | Thierry Lefort           |       | DVG   | Thierry Lefort           |       | DVG   |
| Falaise                | 8 337      | Éric Macé                |       | DVD   | Éric Macé                |       | DVD   |
| Fleury-sur-Orne        | 4 208      | Marc Lecerf              |       | PS    | Marc Lecerf              |       | PS    |
| Giberville             | 4 954      | Gérard Leneveu           |       | PCF   | Gérard Leneveu           |       | PCF   |
| Hérouville-Saint-Clair | 21 360     | Rodolphe Thomas          |       | MoDem | Rodolphe Thomas          |       | MoDem |
| Honfleur               | 8 125      | Michel Lamarre           |       | DVD   | Michel Lamarre           |       | DVD   |
| Ifs                    | 11 347     | Jean-Paul Gauchard       |       | DVG   | Michel Patard-Lejeune    |       | UMP   |
| Le Molay-Littry        | 3 083      | Denis Leroux             |       | DVD   | Guillaume Bertier        |       | DVD   |
| Lisieux                | 21 391     | Bernard Aubril           |       | UMP   | Bernard Aubril           |       | UMP   |
| Luc-sur-Mer            | 3 065      | Patrick Laurent          |       | DVD   | Philippe Chanu           |       | DVD   |
| Mézidon-Canon          | 4 972      | François Aubey           |       | PS    | François Aubey           |       | PS    |
| Mondeville             | 9 506      | Hélène Mialon-Burgat     |       | PS    | Hélène Mialon-Burgat     |       | PS    |
| Ouistreham             | 9 458      | André Ledran             |       | PS    | Romain Bail              |       | UMP   |
| Pont-l'Évêque          | 4 432      | André Desperrois         |       | DVD   | Yves Deshayes            |       | DVD   |
| Saint-Pierre-sur-Dives | 3 651      | Alain Herbeth            |       | DVG   | Jacky Marie              |       | DVD   |
| Touques                | 3 957      | Colette Nouvel-Rousselot |       | DVD   | Colette Nouvel-Rousselot |       | DVD   |
| Troarn                 | 3 669      | Dominique Lefrançois     |       | UMP   | Christophe Lemarchand    |       | DVG   |
| Trouville-sur-Mer      | 4 789      | Christian Cardon         |       | DVD   | Christian Cardon         |       | DVD   |
| Verson                 | 3 565      | Michel Marie             |       | DVG   | Michel Marie             |       | DVG   |
| Villers-Bocage         | 3 007      | Xavier Lebrun            |       | DVD   | Marc Hébert              |       | DVD   |
| Vire                   | 11 936     | Jean-Yves Cousin         |       | UMP   | Marc Andreu Sabater      |       | PRG   |

### Résultats en nombre de maires
| Partis       | Partis                               | Maires sortants | Maires élus | Évolution     |
| ------------ | ------------------------------------ | --------------- | ----------- | ------------- |
|              | Divers droite                        | 11              | 13          | 2             |
|              | Union pour un mouvement populaire    | 6               | 6           | en stagnation |
|              | Union des démocrates et indépendants | 2               | 2           | en stagnation |
|              | Mouvement démocrate                  | 1               | 1           | en stagnation |
| Total droite | Total droite                         | 20              | 22          | 2             |
|              | Parti socialiste                     | 8               | 6           | 2             |
|              | Divers gauche                        | 5               | 4           | 1             |
|              | Parti communiste français            | 2               | 2           | en stagnation |
|              | Parti radical de gauche              | 0               | 1           | 1             |
| Total gauche | Total gauche                         | 15              | 13          | 2             |
| Total        | Total                                | 35              | 35          | -             |

## Résultats dans les communes de plus de3 000 habitants

### Argences
- Maire sortant : Dominique Delivet (SE)
- 27 sièges à pourvoir au conseil municipal (population légale 2011 : 3 564 habitants)
- 9 sièges à pourvoir au conseil communautaire (CC Val ès dunes)

|                          | Dominique Delivet * | SE             | 1 125 | 100,00 | 27 | 9 |  |  |
|                          |                     |                |       |        |    |   |  |  |
| Inscrits                 | Inscrits            | Inscrits       | 2 684 | 100,00 |    |   |  |  |
| Abstentions              | Abstentions         | Abstentions    | 1 305 | 48,62  |    |   |  |  |
| Votants                  | Votants             | Votants        | 1 379 | 51,38  |    |   |  |  |
| Blancs et nuls           | Blancs et nuls      | Blancs et nuls | 254   | 18,42  |    |   |  |  |
| Exprimés                 | Exprimés            | Exprimés       | 1 125 | 81,58  |    |   |  |  |
| * Liste du maire sortant |                     |                |       |        |    |   |  |  |

### Aunay-sur-Odon
- Maire sortant : Pierre Lefèvre (SE)
- 23 sièges à pourvoir au conseil municipal (population légale 2011 : 3 158 habitants)
- 5 sièges à pourvoir au conseil communautaire (CC Aunay Caumont Intercom)

|                          | Pierre Lefèvre *  | SE             | 749   | 60,25  | 19 | 4 |  |  |
|                          | Jean-Pierre Savey | SE             | 494   | 39,74  | 4  | 1 |  |  |
|                          |                   |                |       |        |    |   |  |  |
| Inscrits                 | Inscrits          | Inscrits       | 2 069 | 100,00 |    |   |  |  |
| Abstentions              | Abstentions       | Abstentions    | 768   | 37,12  |    |   |  |  |
| Votants                  | Votants           | Votants        | 1 301 | 62,88  |    |   |  |  |
| Blancs et nuls           | Blancs et nuls    | Blancs et nuls | 58    | 4,46   |    |   |  |  |
| Exprimés                 | Exprimés          | Exprimés       | 1 243 | 95,54  |    |   |  |  |
| * Liste du maire sortant |                   |                |       |        |    |   |  |  |

### Bayeux
- Maire sortant : Patrick Gomont (UDI)
- 33 sièges à pourvoir au conseil municipal (population légale 2011 : 13 511 habitants)
- 21 sièges à pourvoir au conseil communautaire (CC de Bayeux Intercom)

|                          | Patrick Gomont *   | DVD            | 3 539 | 63,28  | 28 | 18 |  |  |
|                          | Jean-Marie Seronie | DVG            | 1 419 | 25,37  | 4  | 2  |  |  |
|                          | Serge Michelini    | FN             | 634   | 11,33  | 1  | 1  |  |  |
|                          |                    |                |       |        |    |    |  |  |
| Inscrits                 | Inscrits           | Inscrits       | 9 571 | 100,00 |    |    |  |  |
| Abstentions              | Abstentions        | Abstentions    | 3 763 | 39,32  |    |    |  |  |
| Votants                  | Votants            | Votants        | 5 808 | 60,68  |    |    |  |  |
| Blancs et nuls           | Blancs et nuls     | Blancs et nuls | 216   | 3,72   |    |    |  |  |
| Exprimés                 | Exprimés           | Exprimés       | 5 592 | 96,28  |    |    |  |  |
| * Liste du maire sortant |                    |                |       |        |    |    |  |  |

### Blainville-sur-Orne
- Maire sortant : Daniel Françoise (PS)
- 29 sièges à pourvoir au conseil municipal (population légale 2011 : 5 676 habitants)
- 2 sièges à pourvoir au conseil communautaire (CU Caen la Mer)

|                          | Daniel Françoise * | PS             | 1 411 | 67,22  | 25 | 2 |  |  |
|                          | Mahama Compaoré    | FG             | 688   | 32,77  | 4  |   |  |  |
|                          |                    |                |       |        |    |   |  |  |
| Inscrits                 | Inscrits           | Inscrits       | 4 034 | 100,00 |    |   |  |  |
| Abstentions              | Abstentions        | Abstentions    | 1 693 | 41,97  |    |   |  |  |
| Votants                  | Votants            | Votants        | 2 341 | 58,03  |    |   |  |  |
| Blancs et nuls           | Blancs et nuls     | Blancs et nuls | 242   | 10,34  |    |   |  |  |
| Exprimés                 | Exprimés           | Exprimés       | 2 099 | 89,66  |    |   |  |  |
| * Liste du maire sortant |                    |                |       |        |    |   |  |  |

### Bretteville-sur-Odon
- Maire sortant : Pierre Estrade (DVD)
- 27 sièges à pourvoir au conseil municipal (population légale 2011 : 3 855 habitants)
- 2 sièges à pourvoir au conseil communautaire (CU Caen la Mer)

|                | Patrick Lecaplain | DVD            | 1 325 | 59,65  | 22 | 2 |  |  |
|                | Jean Lemarié      | DVG            | 896   | 40,34  | 5  |   |  |  |
|                |                   |                |       |        |    |   |  |  |
| Inscrits       | Inscrits          | Inscrits       | 3 139 | 100,00 |    |   |  |  |
| Abstentions    | Abstentions       | Abstentions    | 843   | 26,86  |    |   |  |  |
| Votants        | Votants           | Votants        | 2 296 | 73,14  |    |   |  |  |
| Blancs et nuls | Blancs et nuls    | Blancs et nuls | 75    | 3,27   |    |   |  |  |
| Exprimés       | Exprimés          | Exprimés       | 2 221 | 96,73  |    |   |  |  |

### Cabourg
- Maire sortant : Jean-Paul Henriet (UMP)
- 27 sièges à pourvoir au conseil municipal (population légale 2011 : 3 800 habitants)
- 6 sièges à pourvoir au conseil communautaire (CC Normandie-Cabourg-Pays d'Auge)

| Tête de liste  | Tête de liste        | Liste          | Premier tour | Premier tour | Second tour | Second tour | Sièges | Sièges |
| Tête de liste  | Tête de liste        | Liste          | Voix         | %            | Voix        | %           | CM     | CC     |
| -------------- | -------------------- | -------------- | ------------ | ------------ | ----------- | ----------- | ------ | ------ |
|                | Tristan Duval        | DVD            | 812          | 37,97        | 1 015       | 45,09       | 20     | 5      |
|                | Pascal Sourbé        | DVD            | 763          | 35,68        | 1 011       | 44,91       | 6      | 1      |
|                | Florence Lepennetier | PS-PCF-EELV    | 215          | 10,05        | 225         | 9,99        | 1      |        |
|                | Michel Le Gendre     | DVD            | 213          | 9,96         |             |             |        |        |
|                | Dominique Joly       | SE             | 135          | 6,31         |             |             |        |        |
|                |                      |                |              |              |             |             |        |        |
| Inscrits       | Inscrits             | Inscrits       | 3 205        | 100,00       | 3 204       | 100,00      |        |        |
| Abstentions    | Abstentions          | Abstentions    | 1 001        | 31,23        | 894         | 27,90       |        |        |
| Votants        | Votants              | Votants        | 2 204        | 68,77        | 2 310       | 72,10       |        |        |
| Blancs et nuls | Blancs et nuls       | Blancs et nuls | 66           | 2,99         | 59          | 2,55        |        |        |
| Exprimés       | Exprimés             | Exprimés       | 2 138        | 97,01        | 2 251       | 97,45       |        |        |

### Caen
- Maire sortant : Philippe Duron (PS)
- 55 sièges à pourvoir au conseil municipal (population légale 2011 : 108 793 habitants)
- 41 sièges à pourvoir au conseil communautaire (CU Caen la Mer)

| Tête de liste            | Tête de liste       | Liste           | Premier tour | Premier tour | Second tour | Second tour | Sièges | Sièges |
| Tête de liste            | Tête de liste       | Liste           | Voix         | %            | Voix        | %           | CM     | CC     |
| ------------------------ | ------------------- | --------------- | ------------ | ------------ | ----------- | ----------- | ------ | ------ |
|                          | Joël Bruneau        | UMP             | 10 186       | 30,79        | 19 458      | 57,03       | 43     | 32     |
|                          | Philippe Duron *    | PS-PRG-MRC-PCF  | 8 670        | 26,21        | 14 657      | 42,96       | 12     | 9      |
|                          | Sonia De La Provôté | UDI-MoDem       | 5 958        | 18,01        |             |             |        |        |
|                          | Rudy L'orphelin     | EELV            | 3 383        | 10,22        |             |             |        |        |
|                          | Philippe Chapron    | FN              | 2 421        | 7,31         |             |             |        |        |
|                          | Étienne Adam        | Ensemble-NPA-PG | 1 922        | 5,81         |             |             |        |        |
|                          | Pierre Casevitz     | LO              | 537          | 1,62         |             |             |        |        |
|                          |                     |                 |              |              |             |             |        |        |
| Inscrits                 | Inscrits            | Inscrits        | 58 111       | 100,00       | 58 117      | 100,00      |        |        |
| Abstentions              | Abstentions         | Abstentions     | 24 074       | 41,43        | 22 396      | 38,54       |        |        |
| Votants                  | Votants             | Votants         | 34 037       | 58,57        | 35 721      | 61,46       |        |        |
| Blancs et nuls           | Blancs et nuls      | Blancs et nuls  | 960          | 2,82         | 1 606       | 4,50        |        |        |
| Exprimés                 | Exprimés            | Exprimés        | 33 077       | 97,18        | 34 115      | 95,50       |        |        |
| * Liste du maire sortant |                     |                 |              |              |             |             |        |        |

### Colombelles
- Maire sortant : Colin Sueur (PS)
- 29 sièges à pourvoir au conseil municipal (population légale 2011 : 5 442 habitants)
- 2 sièges à pourvoir au conseil communautaire (CU Caen la Mer)

|                | Marc Pottier   | PS-PCF-EELV    | 1 367 | 66,52  | 24 | 2 |  |  |
|                | Vincent Civita | SE             | 688   | 33,47  | 5  |   |  |  |
|                |                |                |       |        |    |   |  |  |
| Inscrits       | Inscrits       | Inscrits       | 4 125 | 100,00 |    |   |  |  |
| Abstentions    | Abstentions    | Abstentions    | 1 929 | 46,76  |    |   |  |  |
| Votants        | Votants        | Votants        | 2 196 | 53,24  |    |   |  |  |
| Blancs et nuls | Blancs et nuls | Blancs et nuls | 141   | 6,42   |    |   |  |  |
| Exprimés       | Exprimés       | Exprimés       | 2 055 | 93,58  |    |   |  |  |

### Condé-sur-Noireau
- Maire sortant : Pascal Allizard (UMP)
- 29 sièges à pourvoir au conseil municipal (population légale 2011 : 5 315 habitants)
- 16 sièges à pourvoir au conseil communautaire (CC Condé Intercom)

|                          | Pascal Allizard * | DVD            | 1 538 | 100,00 | 29 | 16 |  |  |
|                          |                   |                |       |        |    |    |  |  |
| Inscrits                 | Inscrits          | Inscrits       | 3 381 | 100,00 |    |    |  |  |
| Abstentions              | Abstentions       | Abstentions    | 1 337 | 39,54  |    |    |  |  |
| Votants                  | Votants           | Votants        | 2 044 | 60,46  |    |    |  |  |
| Blancs et nuls           | Blancs et nuls    | Blancs et nuls | 506   | 24,76  |    |    |  |  |
| Exprimés                 | Exprimés          | Exprimés       | 1 538 | 75,24  |    |    |  |  |
| * Liste du maire sortant |                   |                |       |        |    |    |  |  |

### Cormelles-le-Royal
- Maire sortant : Bernard Oblin (DVD)
- 27 sièges à pourvoir au conseil municipal (population légale 2011 : 4 754 habitants)
- 2 sièges à pourvoir au conseil communautaire (CU Caen la Mer)

|                | Jean-Marie Guillemin | DVD            | 1 630 | 73,09  | 24 | 2 |  |  |
|                | Jean-Pierre Le Blay  | DVG            | 600   | 26,90  | 3  |   |  |  |
|                |                      |                |       |        |    |   |  |  |
| Inscrits       | Inscrits             | Inscrits       | 3 699 | 100,00 |    |   |  |  |
| Abstentions    | Abstentions          | Abstentions    | 1 362 | 36,82  |    |   |  |  |
| Votants        | Votants              | Votants        | 2 337 | 63,18  |    |   |  |  |
| Blancs et nuls | Blancs et nuls       | Blancs et nuls | 107   | 4,58   |    |   |  |  |
| Exprimés       | Exprimés             | Exprimés       | 2 230 | 95,42  |    |   |  |  |

### Courseulles-sur-Mer
- Maire sortant : Frédéric Pouille (UMP)
- 27 sièges à pourvoir au conseil municipal (population légale 2011 : 4 179 habitants)
- 7 sièges à pourvoir au conseil communautaire (CC Cœur de Nacre)

| Tête de liste            | Tête de liste           | Liste          | Premier tour | Premier tour | Second tour | Second tour | Sièges | Sièges |
| Tête de liste            | Tête de liste           | Liste          | Voix         | %            | Voix        | %           | CM     | CC     |
| ------------------------ | ----------------------- | -------------- | ------------ | ------------ | ----------- | ----------- | ------ | ------ |
|                          | Frédéric Pouille *      | DVD            | 1 152        | 47,25        | 1 248       | 52,28       | 22     | 6      |
|                          | Jean-Bruno Pitel        | UMP            | 513          | 21,04        | 591         | 24,75       | 3      | 1      |
|                          | Bruno Dubois            | DVG            | 305          | 12,51        | 310         | 12,98       | 1      |        |
|                          | Jean-Claude Lecouturier | DVG            | 261          | 10,70        | 238         | 9,97        | 1      |        |
|                          | Alain Lair              | SE             | 207          | 8,49         |             |             |        |        |
|                          |                         |                |              |              |             |             |        |        |
| Inscrits                 | Inscrits                | Inscrits       | 3 465        | 100,00       | 3 465       | 100,00      |        |        |
| Abstentions              | Abstentions             | Abstentions    | 952          | 27,47        | 1 009       | 29,12       |        |        |
| Votants                  | Votants                 | Votants        | 2 513        | 72,53        | 2 456       | 70,88       |        |        |
| Blancs et nuls           | Blancs et nuls          | Blancs et nuls | 75           | 2,98         | 69          | 2,81        |        |        |
| Exprimés                 | Exprimés                | Exprimés       | 2 438        | 97,02        | 2 387       | 97,19       |        |        |
| * Liste du maire sortant |                         |                |              |              |             |             |        |        |

### Deauville
- Maire sortant : Philippe Augier (NC)
- 27 sièges à pourvoir au conseil municipal (population légale 2011 : 3 816 habitants)
- 7 sièges à pourvoir au conseil communautaire (CC Cœur Côte Fleurie)

|                          | Philippe Augier * | DVD            | 1 543 | 100,00 | 27 | 7 |  |  |
|                          |                   |                |       |        |    |   |  |  |
| Inscrits                 | Inscrits          | Inscrits       | 3 610 | 100,00 |    |   |  |  |
| Abstentions              | Abstentions       | Abstentions    | 1 771 | 49,06  |    |   |  |  |
| Votants                  | Votants           | Votants        | 1 839 | 50,94  |    |   |  |  |
| Blancs et nuls           | Blancs et nuls    | Blancs et nuls | 296   | 16,10  |    |   |  |  |
| Exprimés                 | Exprimés          | Exprimés       | 1 543 | 83,90  |    |   |  |  |
| * Liste du maire sortant |                   |                |       |        |    |   |  |  |

### Démouville
- Maire sortant : Cyrille Laville (PS)
- 23 sièges à pourvoir au conseil municipal (population légale 2011 : 3 313 habitants)
- 2 sièges à pourvoir au conseil communautaire (CU Caen la Mer)

| Tête de liste  | Tête de liste             | Liste          | Premier tour | Premier tour | Second tour | Second tour | Sièges | Sièges |
| Tête de liste  | Tête de liste             | Liste          | Voix         | %            | Voix        | %           | CM     | CC     |
| -------------- | ------------------------- | -------------- | ------------ | ------------ | ----------- | ----------- | ------ | ------ |
|                | Martine Francoise-Auffret | DVG            | 668          | 39,66        | 743         | 42,99       | 17     | 2      |
|                | Marc Hardouin             | DVG            | 612          | 36,34        | 634         | 36,68       | 4      |        |
|                | Stéphane Tebaldini        | SE             | 404          | 23,99        | 351         | 20,31       | 2      |        |
|                |                           |                |              |              |             |             |        |        |
| Inscrits       | Inscrits                  | Inscrits       | 2 474        | 100,00       | 2 474       | 100,00      |        |        |
| Abstentions    | Abstentions               | Abstentions    | 725          | 29,30        | 718         | 29,02       |        |        |
| Votants        | Votants                   | Votants        | 1 749        | 70,70        | 1 756       | 70,98       |        |        |
| Blancs et nuls | Blancs et nuls            | Blancs et nuls | 65           | 3,72         | 28          | 1,59        |        |        |
| Exprimés       | Exprimés                  | Exprimés       | 1 684        | 96,28        | 1 728       | 98,41       |        |        |

### Dives-sur-Mer
- Maire sortant : Pierre Mouraret (PCF)
- 29 sièges à pourvoir au conseil municipal (population légale 2011 : 5 940 habitants)
- 8 sièges à pourvoir au conseil communautaire (CC Normandie-Cabourg-Pays d'Auge)

|                          | Pierre Mouraret *  | PS-PCF-EELV    | 1 875 | 72,39  | 25 | 7 |  |  |
|                          | Guillaume Langlais | DVD            | 715   | 27,60  | 4  | 1 |  |  |
|                          |                    |                |       |        |    |   |  |  |
| Inscrits                 | Inscrits           | Inscrits       | 4 414 | 100,00 |    |   |  |  |
| Abstentions              | Abstentions        | Abstentions    | 1 648 | 37,34  |    |   |  |  |
| Votants                  | Votants            | Votants        | 2 766 | 62,66  |    |   |  |  |
| Blancs et nuls           | Blancs et nuls     | Blancs et nuls | 176   | 6,36   |    |   |  |  |
| Exprimés                 | Exprimés           | Exprimés       | 2 590 | 93,64  |    |   |  |  |
| * Liste du maire sortant |                    |                |       |        |    |   |  |  |

### Douvres-la-Délivrande
- Maire sortant : Thierry Lefort (DVG)
- 29 sièges à pourvoir au conseil municipal (population légale 2011 : 5 014 habitants)
- 8 sièges à pourvoir au conseil communautaire (CC Cœur de Nacre)

|                          | Thierry Lefort * | SE             | 1 520 | 62,39  | 24 | 7 |  |  |
|                          | Nadine Wojtaszek | SE             | 916   | 37,60  | 5  | 1 |  |  |
|                          |                  |                |       |        |    |   |  |  |
| Inscrits                 | Inscrits         | Inscrits       | 4 014 | 100,00 |    |   |  |  |
| Abstentions              | Abstentions      | Abstentions    | 1 483 | 36,95  |    |   |  |  |
| Votants                  | Votants          | Votants        | 2 531 | 63,05  |    |   |  |  |
| Blancs et nuls           | Blancs et nuls   | Blancs et nuls | 95    | 3,75   |    |   |  |  |
| Exprimés                 | Exprimés         | Exprimés       | 2 436 | 96,25  |    |   |  |  |
| * Liste du maire sortant |                  |                |       |        |    |   |  |  |

### Falaise
- Maire sortant : Éric Macé (DVD)
- 29 sièges à pourvoir au conseil municipal (population légale 2011 : 8 337 habitants)
- 22 sièges à pourvoir au conseil communautaire (CC du Pays de Falaise)

|                          | Éric Macé *    | DVD            | 1 972 | 57,67  | 23 | 17 |  |  |
|                          | Hervé Maunoury | SE             | 1 447 | 42,32  | 6  | 5  |  |  |
|                          |                |                |       |        |    |    |  |  |
| Inscrits                 | Inscrits       | Inscrits       | 5 699 | 100,00 |    |    |  |  |
| Abstentions              | Abstentions    | Abstentions    | 2 125 | 37,29  |    |    |  |  |
| Votants                  | Votants        | Votants        | 3 574 | 62,71  |    |    |  |  |
| Blancs et nuls           | Blancs et nuls | Blancs et nuls | 155   | 4,34   |    |    |  |  |
| Exprimés                 | Exprimés       | Exprimés       | 3 419 | 95,66  |    |    |  |  |
| * Liste du maire sortant |                |                |       |        |    |    |  |  |

### Fleury-sur-Orne
- Maire sortant : Marc Lecerf (PS)
- 27 sièges à pourvoir au conseil municipal (population légale 2011 : 4 208 habitants)
- 2 sièges à pourvoir au conseil communautaire (CU Caen la Mer)

|                          | Marc Lecerf *  | PS             | 1 181 | 100,00 | 27 | 2 |  |  |
|                          |                |                |       |        |    |   |  |  |
| Inscrits                 | Inscrits       | Inscrits       | 3 037 | 100,00 |    |   |  |  |
| Abstentions              | Abstentions    | Abstentions    | 1 462 | 48,14  |    |   |  |  |
| Votants                  | Votants        | Votants        | 1 575 | 51,86  |    |   |  |  |
| Blancs et nuls           | Blancs et nuls | Blancs et nuls | 394   | 25,02  |    |   |  |  |
| Exprimés                 | Exprimés       | Exprimés       | 1 181 | 74,98  |    |   |  |  |
| * Liste du maire sortant |                |                |       |        |    |   |  |  |

### Giberville
- Maire sortant : Gérard Leneveu (PCF)
- 27 sièges à pourvoir au conseil municipal (population légale 2011 : 4 954 habitants)
- 2 sièges à pourvoir au conseil communautaire (CU Caen la Mer)

|                          | Gérard Leneveu * | PS-PCF-EELV    | 1 761 | 80,15  | 25 | 2 |  |  |
|                          | Daniel Cruaud    | FN             | 436   | 19,84  | 2  |   |  |  |
|                          |                  |                |       |        |    |   |  |  |
| Inscrits                 | Inscrits         | Inscrits       | 3 711 | 100,00 |    |   |  |  |
| Abstentions              | Abstentions      | Abstentions    | 1 393 | 37,54  |    |   |  |  |
| Votants                  | Votants          | Votants        | 2 318 | 62,46  |    |   |  |  |
| Blancs et nuls           | Blancs et nuls   | Blancs et nuls | 121   | 5,22   |    |   |  |  |
| Exprimés                 | Exprimés         | Exprimés       | 2 197 | 94,78  |    |   |  |  |
| * Liste du maire sortant |                  |                |       |        |    |   |  |  |

### Hérouville-Saint-Clair
- Maire sortant : Rodolphe Thomas (MoDem)
- 35 sièges à pourvoir au conseil municipal (population légale 2011 : 21 360 habitants)
- 6 sièges à pourvoir au conseil communautaire (CU Caen la Mer)

|                          | Rodolphe Thomas * | DVD-MoDem      | 4 828  | 63,82  | 30 | 6 |  |  |
|                          | Thierry Legouix   | PS-PCF-EELV    | 1 523  | 20,13  | 3  |   |  |  |
|                          | Joël Le Tensorer  | DVG            | 951    | 12,57  | 2  |   |  |  |
|                          | Stéphane Marie    | SE             | 262    | 3,46   |    |   |  |  |
|                          |                   |                |        |        |    |   |  |  |
| Inscrits                 | Inscrits          | Inscrits       | 12 801 | 100,00 |    |   |  |  |
| Abstentions              | Abstentions       | Abstentions    | 5 054  | 39,48  |    |   |  |  |
| Votants                  | Votants           | Votants        | 7 747  | 60,52  |    |   |  |  |
| Blancs et nuls           | Blancs et nuls    | Blancs et nuls | 183    | 2,36   |    |   |  |  |
| Exprimés                 | Exprimés          | Exprimés       | 7 564  | 97,64  |    |   |  |  |
| * Liste du maire sortant |                   |                |        |        |    |   |  |  |

### Honfleur
- Maire sortant : Michel Lamarre (DVD)
- 29 sièges à pourvoir au conseil municipal (population légale 2011 : 8 125 habitants)
- 16 sièges à pourvoir au conseil communautaire (CC du Pays de Honfleur-Beuzeville)

|                          | Michel Lamarre *    | DVD            | 1 978 | 60,74  | 24 | 13 |  |  |
|                          | Christophe Perrault | DVD            | 847   | 26,01  | 3  | 2  |  |  |
|                          | Alain Astresse      | DVD            | 431   | 13,23  | 2  | 1  |  |  |
|                          |                     |                |       |        |    |    |  |  |
| Inscrits                 | Inscrits            | Inscrits       | 5 701 | 100,00 |    |    |  |  |
| Abstentions              | Abstentions         | Abstentions    | 2 368 | 41,54  |    |    |  |  |
| Votants                  | Votants             | Votants        | 3 333 | 58,46  |    |    |  |  |
| Blancs et nuls           | Blancs et nuls      | Blancs et nuls | 77    | 2,31   |    |    |  |  |
| Exprimés                 | Exprimés            | Exprimés       | 3 256 | 97,69  |    |    |  |  |
| * Liste du maire sortant |                     |                |       |        |    |    |  |  |

### Ifs
- Maire sortant : Jean-Paul Gauchard (DVG)
- 33 sièges à pourvoir au conseil municipal (population légale 2011 : 11 347 habitants)
- 4 sièges à pourvoir au conseil communautaire (CU Caen la Mer)

| Tête de liste  | Tête de liste          | Liste                          | Premier tour | Premier tour | Second tour | Second tour | Sièges | Sièges |
| Tête de liste  | Tête de liste          | Liste                          | Voix         | %            | Voix        | %           | CM     | CC     |
| -------------- | ---------------------- | ------------------------------ | ------------ | ------------ | ----------- | ----------- | ------ | ------ |
|                | Sylvaine Baumard       | EELV-PCF                       | 1 465        | 37,46        | 1 484       | 35,35       | 6      | 1      |
|                | Michel Patard-legendre | UMP-UDI                        | 1 228        | 31,40        | 1 491       | 35,52       | 23     | 3      |
|                | Arnaud Fontaine        | PS-Parti radical de gauche-MUP | 1 217        | 31,12        | 1 222       | 29,11       | 4      |        |
|                |                        |                                |              |              |             |             |        |        |
| Inscrits       | Inscrits               | Inscrits                       | 7 396        | 100,00       | 7 396       | 100,00      |        |        |
| Abstentions    | Abstentions            | Abstentions                    | 3 283        | 44,39        | 3 071       | 41,52       |        |        |
| Votants        | Votants                | Votants                        | 4 113        | 55,61        | 4 325       | 58,48       |        |        |
| Blancs et nuls | Blancs et nuls         | Blancs et nuls                 | 203          | 4,94         | 128         | 2,96        |        |        |
| Exprimés       | Exprimés               | Exprimés                       | 3 910        | 95,06        | 4 197       | 97,04       |        |        |

### Le Molay-Littry
- Maire sortant : Denis Leroux (SE)
- 23 sièges à pourvoir au conseil municipal (population légale 2011 : 3 083 habitants)
- 10 sièges à pourvoir au conseil communautaire (CC Isigny-Omaha Intercom)

|                          | Guillaume Bertier | SE             | 829   | 59,08  | 19 | 8 |  |  |
|                          | Denis Leroux *    | SE             | 574   | 40,91  | 4  | 2 |  |  |
|                          |                   |                |       |        |    |   |  |  |
| Inscrits                 | Inscrits          | Inscrits       | 2 089 | 100,00 |    |   |  |  |
| Abstentions              | Abstentions       | Abstentions    | 636   | 30,45  |    |   |  |  |
| Votants                  | Votants           | Votants        | 1 453 | 69,55  |    |   |  |  |
| Blancs et nuls           | Blancs et nuls    | Blancs et nuls | 50    | 3,44   |    |   |  |  |
| Exprimés                 | Exprimés          | Exprimés       | 1 403 | 96,56  |    |   |  |  |
| * Liste du maire sortant |                   |                |       |        |    |   |  |  |

### Lisieux
- Maire sortant : Bernard Aubril (UMP)
- 35 sièges à pourvoir au conseil municipal (population légale 2011 : 21 391 habitants)
- 15 sièges à pourvoir au conseil communautaire (CA Lisieux Normandie)

| Tête de liste            | Tête de liste     | Liste          | Premier tour | Premier tour | Second tour | Second tour | Sièges | Sièges |
| Tête de liste            | Tête de liste     | Liste          | Voix         | %            | Voix        | %           | CM     | CC     |
| ------------------------ | ----------------- | -------------- | ------------ | ------------ | ----------- | ----------- | ------ | ------ |
|                          | Bernard Aubril *  | DVD            | 2 946        | 36,47        | 3 367       | 40,12       | 25     | 11     |
|                          | Éric Lehericy     | UMP            | 2 275        | 28,16        | 2 679       | 31,92       | 6      | 3      |
|                          | Laurent Sodini    | PS-PCF-EELV    | 1 660        | 20,55        | 1 697       | 20,22       | 3      | 1      |
|                          | Benjamin Piel     | FN             | 840          | 10,40        | 649         | 7,73        | 1      |        |
|                          | Étienne Brasselet | FG             | 355          | 4,39         |             |             |        |        |
|                          |                   |                |              |              |             |             |        |        |
| Inscrits                 | Inscrits          | Inscrits       | 14 163       | 100,00       | 14 163      | 100,00      |        |        |
| Abstentions              | Abstentions       | Abstentions    | 5 845        | 41,27        | 5 517       | 38,95       |        |        |
| Votants                  | Votants           | Votants        | 8 318        | 58,73        | 8 646       | 61,05       |        |        |
| Blancs et nuls           | Blancs et nuls    | Blancs et nuls | 242          | 2,91         | 254         | 2,94        |        |        |
| Exprimés                 | Exprimés          | Exprimés       | 8 076        | 97,09        | 8 392       | 97,06       |        |        |
| * Liste du maire sortant |                   |                |              |              |             |             |        |        |

### Luc-sur-Mer
- Maire sortant : Patrick Laurent (SE)
- 23 sièges à pourvoir au conseil municipal (population légale 2011 : 3 065 habitants)
- 5 sièges à pourvoir au conseil communautaire (CC Cœur de Nacre)

| Tête de liste  | Tête de liste               | Liste          | Premier tour | Premier tour | Second tour | Second tour | Sièges | Sièges |
| Tête de liste  | Tête de liste               | Liste          | Voix         | %            | Voix        | %           | CM     | CC     |
| -------------- | --------------------------- | -------------- | ------------ | ------------ | ----------- | ----------- | ------ | ------ |
|                | Philippe Chanu              | SE             | 689          | 37,83        | 793         | 42,40       | 17     | 4      |
|                | Thierry Brac De La Perrière | SE             | 634          | 34,81        | 781         | 41,76       | 5      | 1      |
|                | Brigitte Watrin             | DVG            | 297          | 16,30        | 296         | 15,82       | 1      |        |
|                | Fabrice Maurel              | SE             | 201          | 11,03        |             |             |        |        |
|                |                             |                |              |              |             |             |        |        |
| Inscrits       | Inscrits                    | Inscrits       | 2 745        | 100,00       | 2 746       | 100,00      |        |        |
| Abstentions    | Abstentions                 | Abstentions    | 861          | 31,37        | 834         | 30,37       |        |        |
| Votants        | Votants                     | Votants        | 1 884        | 68,63        | 1 912       | 69,63       |        |        |
| Blancs et nuls | Blancs et nuls              | Blancs et nuls | 63           | 3,34         | 42          | 2,20        |        |        |
| Exprimés       | Exprimés                    | Exprimés       | 1 821        | 96,66        | 1 870       | 97,80       |        |        |

### Mézidon-Canon
- Maire sortant : François Aubey (PS)
- 27 sièges à pourvoir au conseil municipal (population légale 2011 : 4 972 habitants)
- 14 sièges à pourvoir au conseil communautaire (CC de la Vallée d'Auge)

|                          | François Aubey *   | DVG            | 1 654 | 71,66  | 24 | 12 |  |  |
|                          | Jean-Louis Perreau | DVD            | 654   | 28,33  | 3  | 2  |  |  |
|                          |                    |                |       |        |    |    |  |  |
| Inscrits                 | Inscrits           | Inscrits       | 3 268 | 100,00 |    |    |  |  |
| Abstentions              | Abstentions        | Abstentions    | 899   | 27,51  |    |    |  |  |
| Votants                  | Votants            | Votants        | 2 369 | 72,49  |    |    |  |  |
| Blancs et nuls           | Blancs et nuls     | Blancs et nuls | 61    | 2,57   |    |    |  |  |
| Exprimés                 | Exprimés           | Exprimés       | 2 308 | 97,43  |    |    |  |  |
| * Liste du maire sortant |                    |                |       |        |    |    |  |  |

### Mondeville
- Maire sortant : Hélène Mialon-Burgat (PS)
- 29 sièges à pourvoir au conseil municipal (population légale 2011 : 9 506 habitants)
- 3 sièges à pourvoir au conseil communautaire (CU Caen la Mer)

|                          | Hélène Mialon-Burgat * | PS-PCF-EELV    | 2 376 | 54,04  | 23 | 2 |  |  |
|                          | Daniel Chesnel         | DVG            | 1 260 | 28,66  | 4  | 1 |  |  |
|                          | Jérôme Hommais         | SE             | 760   | 17,28  | 2  |   |  |  |
|                          |                        |                |       |        |    |   |  |  |
| Inscrits                 | Inscrits               | Inscrits       | 7 159 | 100,00 |    |   |  |  |
| Abstentions              | Abstentions            | Abstentions    | 2 632 | 36,76  |    |   |  |  |
| Votants                  | Votants                | Votants        | 4 527 | 63,24  |    |   |  |  |
| Blancs et nuls           | Blancs et nuls         | Blancs et nuls | 131   | 2,89   |    |   |  |  |
| Exprimés                 | Exprimés               | Exprimés       | 4 396 | 97,11  |    |   |  |  |
| * Liste du maire sortant |                        |                |       |        |    |   |  |  |

### Ouistreham
- Maire sortant : André Ledran (PS)
- 29 sièges à pourvoir au conseil municipal (population légale 2011 : 9 458 habitants)
- 3 sièges à pourvoir au conseil communautaire (CU Caen la Mer)

| Tête de liste            | Tête de liste            | Liste          | Premier tour | Premier tour | Second tour | Second tour | Sièges | Sièges |
| Tête de liste            | Tête de liste            | Liste          | Voix         | %            | Voix        | %           | CM     | CC     |
| ------------------------ | ------------------------ | -------------- | ------------ | ------------ | ----------- | ----------- | ------ | ------ |
|                          | André Ledran *           | DVG            | 1 953        | 40,00        | 2 356       | 45,48       | 6      | 1      |
|                          | Romain Bail              | UMP            | 1 722        | 35,27        | 2 824       | 54,51       | 23     | 2      |
|                          | Jean-Claude Desloques    | DVD            | 859          | 17,59        |             |             |        |        |
|                          | Pierre-Claude Le Joncour | DVD            | 348          | 7,12         |             |             |        |        |
|                          |                          |                |              |              |             |             |        |        |
| Inscrits                 | Inscrits                 | Inscrits       | 7 982        | 100,00       | 7 983       | 100,00      |        |        |
| Abstentions              | Abstentions              | Abstentions    | 2 882        | 36,11        | 2 655       | 33,26       |        |        |
| Votants                  | Votants                  | Votants        | 5 100        | 63,89        | 5 328       | 66,74       |        |        |
| Blancs et nuls           | Blancs et nuls           | Blancs et nuls | 218          | 4,27         | 148         | 2,78        |        |        |
| Exprimés                 | Exprimés                 | Exprimés       | 4 882        | 95,73        | 5 180       | 97,22       |        |        |
| * Liste du maire sortant |                          |                |              |              |             |             |        |        |

### Pont-l'Evêque
- Maire sortant : André Desperrois (DVD)
- 27 sièges à pourvoir au conseil municipal (population légale 2011 : 4 432 habitants)
- 16 sièges à pourvoir au conseil communautaire (CC Terre d'Auge)

| Tête de liste  | Tête de liste      | Liste          | Premier tour | Premier tour | Second tour | Second tour | Sièges | Sièges |
| Tête de liste  | Tête de liste      | Liste          | Voix         | %            | Voix        | %           | CM     | CC     |
| -------------- | ------------------ | -------------- | ------------ | ------------ | ----------- | ----------- | ------ | ------ |
|                | Yves Deshayes      | DVD            | 813          | 42,52        | 1 076       | 56,01       | 21     | 13     |
|                | Éric Huet          | DVD            | 491          | 25,67        | 845         | 43,98       | 6      | 3      |
|                | Jean-Pierre Crozet | DVD            | 475          | 24,84        |             |             |        |        |
|                | Sylvain Guyot      | SE             | 133          | 6,95         |             |             |        |        |
|                |                    |                |              |              |             |             |        |        |
| Inscrits       | Inscrits           | Inscrits       | 3 249        | 100,00       | 3 249       | 100,00      |        |        |
| Abstentions    | Abstentions        | Abstentions    | 1 263        | 38,87        | 1 261       | 38,81       |        |        |
| Votants        | Votants            | Votants        | 1 986        | 61,13        | 1 988       | 61,19       |        |        |
| Blancs et nuls | Blancs et nuls     | Blancs et nuls | 74           | 3,73         | 67          | 3,37        |        |        |
| Exprimés       | Exprimés           | Exprimés       | 1 912        | 96,27        | 1 921       | 96,63       |        |        |

### Saint-Pierre-sur-Dives
- Maire sortant : Alain Herbeth (DVG)
- 27 sièges à pourvoir au conseil municipal (population légale 2011 : 3 651 habitants)
- 14 sièges à pourvoir au conseil communautaire (CC des Trois Rivières)

|                          | Jacky Marie     | DVD            | 1 166 | 75,37  | 24 | 13 |  |  |
|                          | Alain Herbeth * | DVG            | 381   | 24,62  | 3  | 1  |  |  |
|                          |                 |                |       |        |    |    |  |  |
| Inscrits                 | Inscrits        | Inscrits       | 2 450 | 100,00 |    |    |  |  |
| Abstentions              | Abstentions     | Abstentions    | 844   | 34,45  |    |    |  |  |
| Votants                  | Votants         | Votants        | 1 606 | 65,55  |    |    |  |  |
| Blancs et nuls           | Blancs et nuls  | Blancs et nuls | 59    | 3,67   |    |    |  |  |
| Exprimés                 | Exprimés        | Exprimés       | 1 547 | 96,33  |    |    |  |  |
| * Liste du maire sortant |                 |                |       |        |    |    |  |  |

### Touques
- Maire sortant : Colette Nouvel-Rousselot (DVD)
- 27 sièges à pourvoir au conseil municipal (population légale 2011 : 3 957 habitants)
- 7 sièges à pourvoir au conseil communautaire (CC Cœur Côte Fleurie)

|                          | Colette Nouvel-Rousselot * | DVD            | 849   | 50,59  | 21 | 6 |  |  |
|                          | Gérard Bouvier             | DVG            | 430   | 25,62  | 3  | 1 |  |  |
|                          | Marie-Laure Maurisse       | DVD            | 252   | 15,01  | 2  |   |  |  |
|                          | André Turgis               | SE             | 147   | 8,76   | 1  |   |  |  |
|                          |                            |                |       |        |    |   |  |  |
| Inscrits                 | Inscrits                   | Inscrits       | 2 844 | 100,00 |    |   |  |  |
| Abstentions              | Abstentions                | Abstentions    | 1 118 | 39,31  |    |   |  |  |
| Votants                  | Votants                    | Votants        | 1 726 | 60,69  |    |   |  |  |
| Blancs et nuls           | Blancs et nuls             | Blancs et nuls | 48    | 2,78   |    |   |  |  |
| Exprimés                 | Exprimés                   | Exprimés       | 1 678 | 97,22  |    |   |  |  |
| * Liste du maire sortant |                            |                |       |        |    |   |  |  |

### Troarn
- Maire sortant : Dominique Lefrançois (UMP)
- 27 sièges à pourvoir au conseil municipal (population légale 2011 : 3 669 habitants)
- 13 sièges à pourvoir au conseil communautaire (CU Caen la Mer)

| Tête de liste  | Tête de liste         | Liste          | Premier tour | Premier tour | Second tour | Second tour | Sièges | Sièges |
| Tête de liste  | Tête de liste         | Liste          | Voix         | %            | Voix        | %           | CM     | CC     |
| -------------- | --------------------- | -------------- | ------------ | ------------ | ----------- | ----------- | ------ | ------ |
|                | Bruno Glaçon          | SE             | 629          | 36,54        | 629         | 35,49       | 5      | 2      |
|                | Christophe Lemarchand | SE             | 483          | 28,06        | 634         | 35,77       | 19     | 10     |
|                | Romain Mokeddel       | SE             | 310          | 18,01        | 307         | 17,32       | 2      | 1      |
|                | Thierry Berthaux      | SE             | 299          | 17,37        | 202         | 11,39       | 1      |        |
|                |                       |                |              |              |             |             |        |        |
| Inscrits       | Inscrits              | Inscrits       | 2 638        | 100,00       | 2 638       | 100,00      |        |        |
| Abstentions    | Abstentions           | Abstentions    | 831          | 31,50        | 807         | 30,59       |        |        |
| Votants        | Votants               | Votants        | 1 807        | 68,50        | 1 831       | 69,41       |        |        |
| Blancs et nuls | Blancs et nuls        | Blancs et nuls | 86           | 4,76         | 59          | 3,22        |        |        |
| Exprimés       | Exprimés              | Exprimés       | 1 721        | 95,24        | 1 772       | 96,78       |        |        |

### Trouville-sur-Mer
- Maire sortant : Christian Cardon (DVD)
- 27 sièges à pourvoir au conseil municipal (population légale 2011 : 4 789 habitants)
- 7 sièges à pourvoir au conseil communautaire (CC Cœur Côte Fleurie)

| Tête de liste            | Tête de liste      | Liste          | Premier tour | Premier tour | Second tour | Second tour | Sièges | Sièges |
| Tête de liste            | Tête de liste      | Liste          | Voix         | %            | Voix        | %           | CM     | CC     |
| ------------------------ | ------------------ | -------------- | ------------ | ------------ | ----------- | ----------- | ------ | ------ |
|                          | Christian Cardon * | DVD            | 1 151        | 47,73        | 1 209       | 51,93       | 21     | 6      |
|                          | Henri Luquet       | DVD            | 566          | 23,47        | 632         | 27,14       | 3      | 1      |
|                          | Laurent Cervoni    | DVG            | 526          | 21,81        | 487         | 20,91       | 3      |        |
|                          | Laurent Halley     | SE             | 168          | 6,96         |             |             |        |        |
|                          |                    |                |              |              |             |             |        |        |
| Inscrits                 | Inscrits           | Inscrits       | 4 163        | 100,00       | 4 163       | 100,00      |        |        |
| Abstentions              | Abstentions        | Abstentions    | 1 685        | 40,48        | 1 749       | 42,01       |        |        |
| Votants                  | Votants            | Votants        | 2 478        | 59,52        | 2 414       | 57,99       |        |        |
| Blancs et nuls           | Blancs et nuls     | Blancs et nuls | 67           | 2,70         | 86          | 3,56        |        |        |
| Exprimés                 | Exprimés           | Exprimés       | 2 411        | 97,30        | 2 328       | 96,44       |        |        |
| * Liste du maire sortant |                    |                |              |              |             |             |        |        |

### Verson
- Maire sortant : Michel Marie (DVG)
- 27 sièges à pourvoir au conseil municipal (population légale 2011 : 3 565 habitants)
- 2 sièges à pourvoir au conseil communautaire (CU Caen la Mer)

|                          | Michel Marie *  | SE             | 1 070 | 67,16  | 23 | 2 |  |  |
|                          | Véronique Tomas | SE             | 523   | 32,83  | 4  |   |  |  |
|                          |                 |                |       |        |    |   |  |  |
| Inscrits                 | Inscrits        | Inscrits       | 2 724 | 100,00 |    |   |  |  |
| Abstentions              | Abstentions     | Abstentions    | 1 045 | 38,36  |    |   |  |  |
| Votants                  | Votants         | Votants        | 1 679 | 61,64  |    |   |  |  |
| Blancs et nuls           | Blancs et nuls  | Blancs et nuls | 86    | 5,12   |    |   |  |  |
| Exprimés                 | Exprimés        | Exprimés       | 1 593 | 94,88  |    |   |  |  |
| * Liste du maire sortant |                 |                |       |        |    |   |  |  |

### Villers-Bocage
- Maire sortant : Xavier Lebrun (DVD)
- 23 sièges à pourvoir au conseil municipal (population légale 2011 : 3 007 habitants)
- 8 sièges à pourvoir au conseil communautaire (CC Pré-Bocage Intercom)

|                | Marc Hebert    | SE             | 805   | 100,00 | 23 | 8 |  |  |
|                |                |                |       |        |    |   |  |  |
| Inscrits       | Inscrits       | Inscrits       | 1 988 | 100,00 |    |   |  |  |
| Abstentions    | Abstentions    | Abstentions    | 873   | 43,91  |    |   |  |  |
| Votants        | Votants        | Votants        | 1 115 | 56,09  |    |   |  |  |
| Blancs et nuls | Blancs et nuls | Blancs et nuls | 310   | 27,80  |    |   |  |  |
| Exprimés       | Exprimés       | Exprimés       | 805   | 72,20  |    |   |  |  |

### Vire
- Maire sortant : Jean-Yves Cousin (UMP)
- 33 sièges à pourvoir au conseil municipal (population légale 2011 : 11 936 habitants)
- 17 sièges à pourvoir au conseil communautaire ()

|                | Marc Andreu Sabater | PS-PCF-EELV    | 3 044 | 59,19  | 27 | 14 |  |  |
|                | Catherine Godbarge  | DVD            | 2 098 | 40,80  | 6  | 3  |  |  |
|                |                     |                |       |        |    |    |  |  |
| Inscrits       | Inscrits            | Inscrits       | 8 269 | 100,00 |    |    |  |  |
| Abstentions    | Abstentions         | Abstentions    | 2 838 | 34,32  |    |    |  |  |
| Votants        | Votants             | Votants        | 5 431 | 65,68  |    |    |  |  |
| Blancs et nuls | Blancs et nuls      | Blancs et nuls | 289   | 5,32   |    |    |  |  |
| Exprimés       | Exprimés            | Exprimés       | 5 142 | 94,68  |    |    |  |  |